# Герб Симонів
Герб Симо́нів — офіційний символ села Симони Ємільчинського району Житомирської області, затверджений 20 серпня 2013 р. рішенням № 179 XXXIII сесії Симонівської сільської ради VI скликання.

## Опис
Щит розтятий. На першому червоному полі золота квітка конвалії. На другому золотому полі червоний ромб із золотим сиглем «С». На лазуровій базі срібна розкрита книга. Щит обрамований золотим декоративним картушем і увінчаний золотою сільською короною.

## Значення символів
Квітка символізує Полісся. Ромб означає багатство краю на щедрі поклади граніту. Знак «С» символізує перших жителів села братів Симонів, які видобували і плавили руду та на честь яких було названо село. Розкрита книга вказує на наявність школи в селі.
Автори — Віктор Іванович Боримський, Таїсія Миколаївна Радчук.